# Prism (албум)
Prism je treći studijski album američke pevačice i kantautorke Kejti Peri, koji je izašao 18. oktobra 2013. godine. To je njen najprodavaniji album do danas. Prodat je u više od 10 miliona primeraka širom sveta. Najprodavaniji je album ženskog izvođača 2013. Na njemu se nalaze internacionalni hitovi Roar i Dark Horse koji su dijamantski sertifikovani.